# Djemorah
Djemorah (în arabă جمورة) este o comună din provincia Biskra, Algeria.
Populația comunei este de 12.574 de locuitori (2008).